# MAC Address Translation
MAC Address Translation (auch MAT) bezeichnet das Übersetzen einer MAC-Adresse in eine andere. Das Verfahren wird vor allem bei Providern eingesetzt, die Angriffe auf andere Kunden auf Ethernetebene verhindern wollen. Eingerichtet wird MAC Address Translation zum Beispiel auf einem DSLAM.

## Kommunikation ohne MAC Address Translation
Möchte ein Gateway Daten zu einem Client über ein Layer-2-Gerät senden, liest das Gateway die zugehörige MAC-Adresse des Clients in seinem ARP-Cache aus. Das Datenpaket wird dann zum Layer-2-Gerät gesendet. In dessen MAC-Tabelle steht ein Eintrag an welchen Port das Paket übermittelt werden muss.

## Kommunikation mit MAC Address Translation
Im Layer-2-Gerät befindet sich in der MAC-Tabelle ein Eintrag, der zu den jeweiligen Clientports die MAC-Adresse der Clients festhält. Zusätzlich wird dem Port eine Provider-MAC zugeordnet.
Sendet das Gateway Daten an einen Client, liest das Gateway die zugehörige MAC-Adresse des Clients in seinem ARP-Cache aus. Aber nicht zu der eigentlichen MAC des Clients, sondern zu der Provider-MAC, die vom L2-Gerät mit MAT festgelegt ist. Sobald das Datenpaket das L2-Gerät passiert wird die Provider-MAC wieder durch die eigentliche MAC-Adresse ersetzt.

## Gründe für MAC Address Translation
- Dadurch, dass jeder Port des L2-Geräts nur eine IP-Adresse zugewiesen bekommt, ist die Anzahl der MAC-Adressen im Zugangs- und Kernnetz begrenzt
- MAC-Address-Spoofing wird verhindert, da die Quelladdressen schon beim Eingang in das Zugangsnetz übersetzt werden
- Keine überlaufenden MAC-Tabellen mittels MAC-Flooding
- Verhinderung von ARP-Spoofing